# Sylvilagus palustris
Sylvilagus palustris е вид бозайник от семейство Зайцови (Leporidae).

## Разпространение
Видът е разпространен в САЩ (Алабама, Вирджиния, Джорджия, Северна Каролина, Флорида и Южна Каролина).